# 皮亚热尔卡农村居民点
皮亚热尔卡农村居民点（俄语：Сельское поселение Пяжозерское）是俄罗斯联邦沃洛格达州巴巴耶沃区所属的一个农村居民点。其下辖有12个居民点，行政中心为皮亚热尔卡。据2015年统计，该农村居民点的人口为991人。